# Gangdong (métro de Séoul)
Gangdong  (en coréen : 강동역) est une station de bifurcation entre la ligne principale et la branche Macheon de la ligne 5 du métro de Séoul. Elle est située au 447 Cheonhoje 3-dong, dans l'arrondissement Gangdong-gu de Séoul, en Corée du Sud. 
Ouverte en 1995, elle est desservie par les rames qui circulent sur la ligne principale et la branche Macheon de la ligne 5 entre Banghwa et Hanam Geomdansan ou Macheon.

## Situation sur le réseau

Plan du réseau du métro de Séoul (2023)

La station en souterrain Gangdong est une station de bifurcation et de correspondance, de la ligne 5 du métro de Séoul, entre la ligne principale et la branche Macheon : 
sur la ligne principale, elle est située entre la station Cheonho, en direction du terminus ouest Banghwa et la station Macheon, et la station Gil-dong en direction du terminus est, Hanam Geomdansan ;
sur branche Macheon, elle est située entre la station Cheonho (sur la ligne principale), en direction du terminus ouest Banghwa et la station Dunchon-dong (sur la branche Macheon), en direction du terminus est de la branche, Macheon .

## Histoire
La station Gangdong est mise en service le 15 novembre 1995, lors de l'ouverture à l'exploitation de la première section la ligne 5 du métro de Séoul, de Wangsimni à Sangil-dong,.
La station de passage Gangdong devient une station de bifurcation le 30 mars 1996, lors de la mise en service de la branche Macheon de la ligne 5,,

## Services aux voyageurs

### Desserte
Gangdong est desservie par les rames omnibus qui circulent sur la ligne entre les terminus Banghwa et Hanam Geomdansan ou Macheon.

Installations
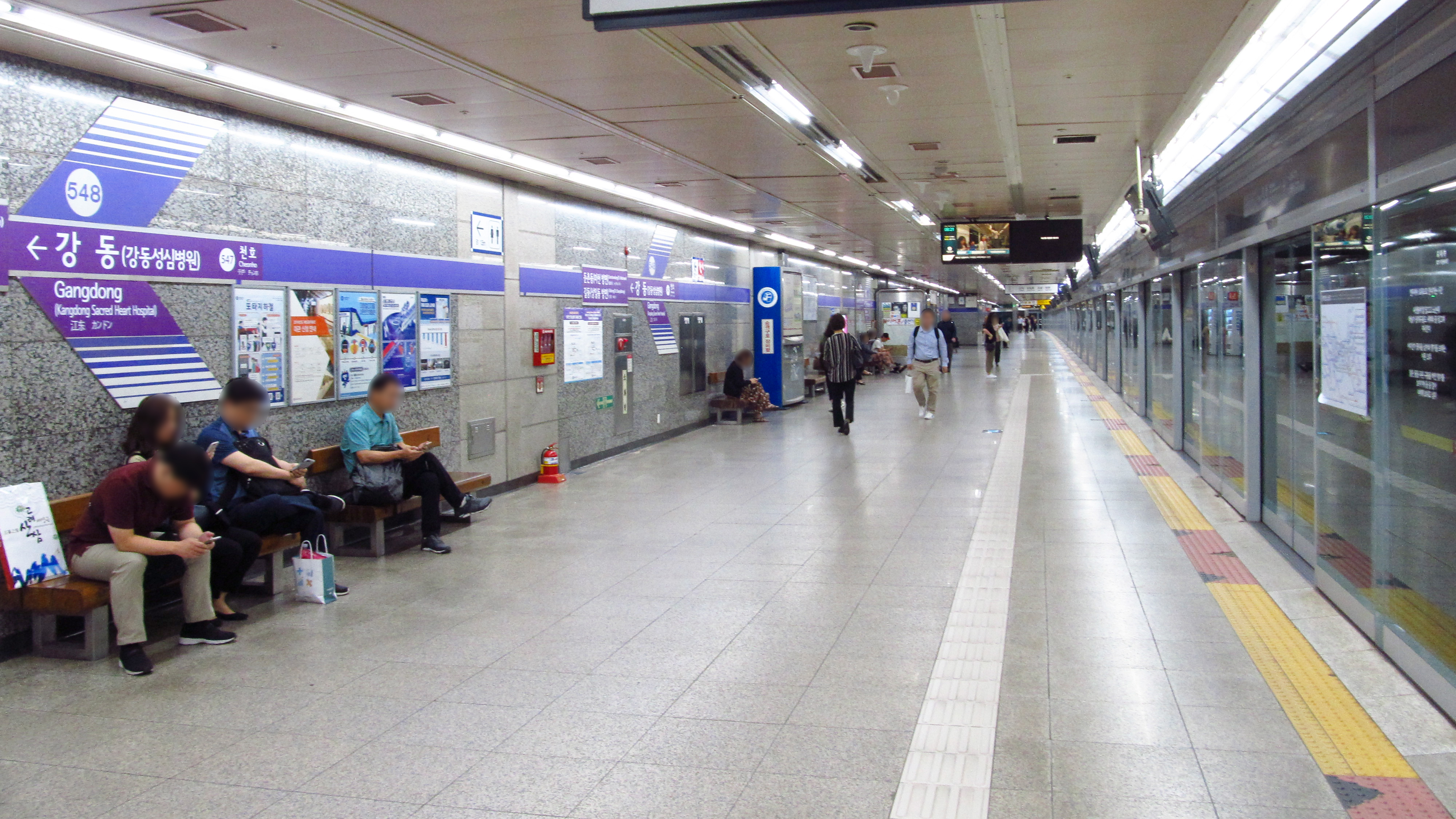
En 2018.
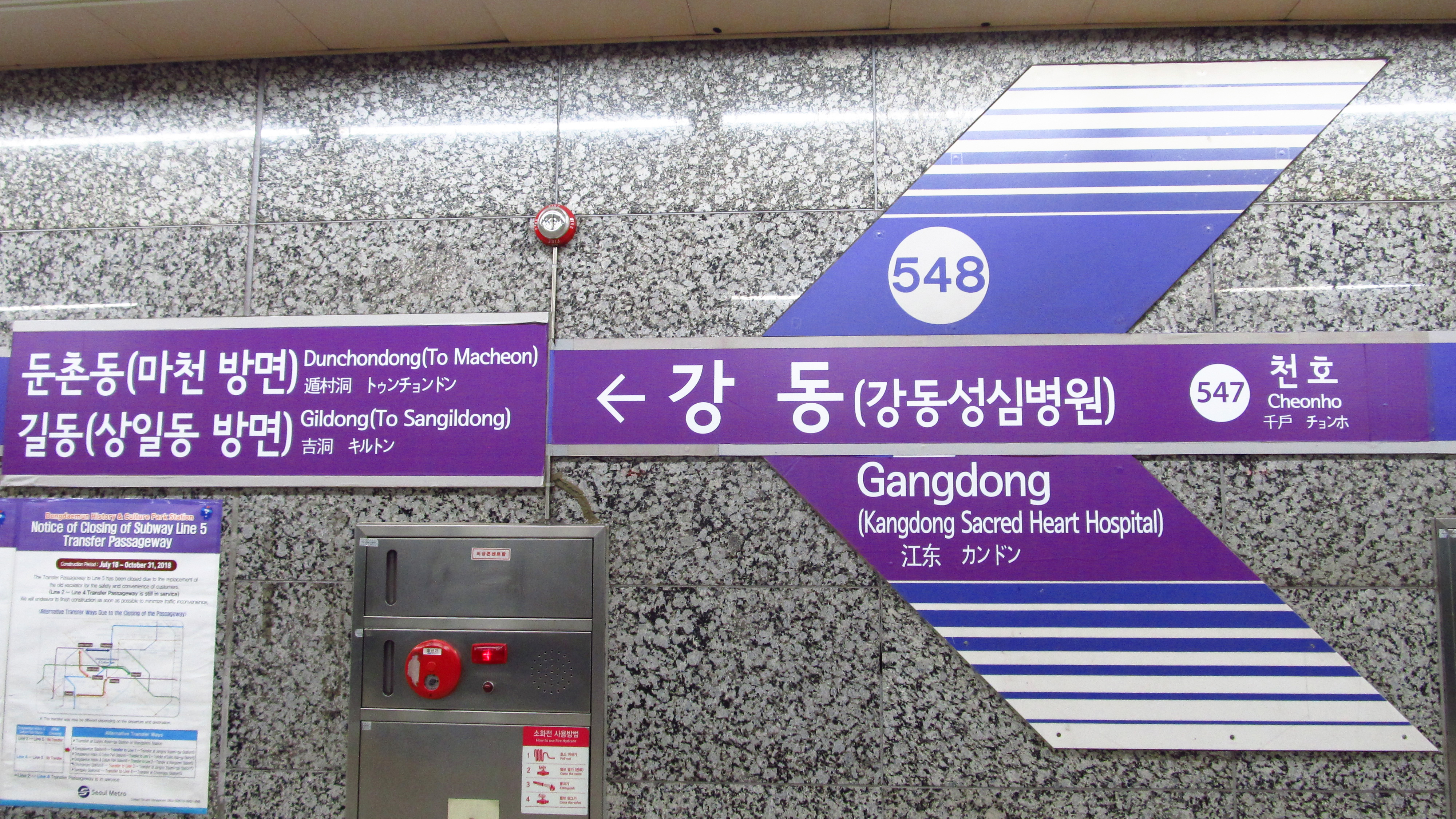
En 2018
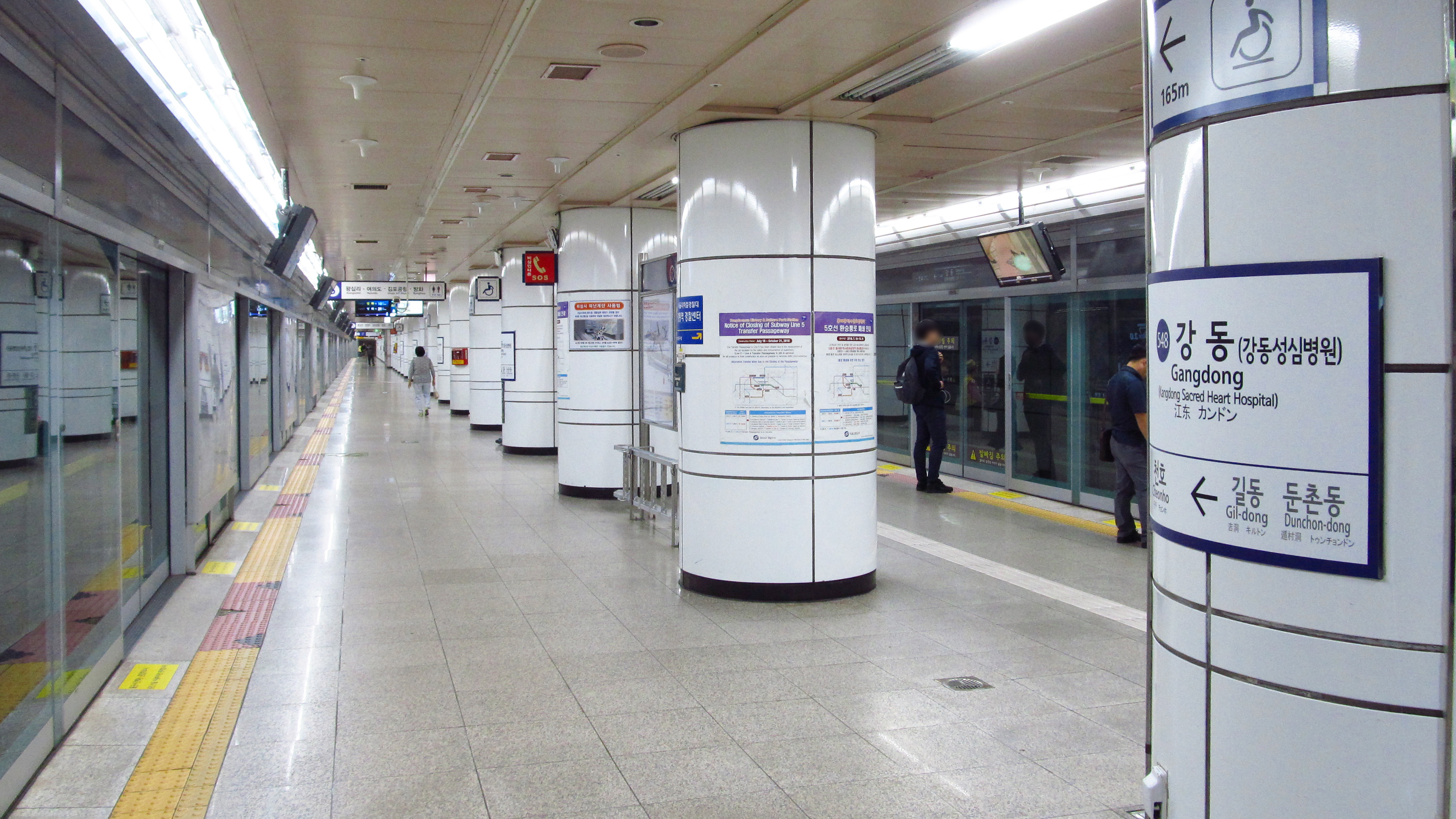
En 2018.

### Intermodalité
Des arrêts de bus sont installés à proximité.